# Les Liens du sang (film, 2021)
Pour les articles homonymes, voir Les Liens du sang.
Pour plus de détails, voir Fiche technique et Distribution.
Les Liens du sang (La hija) est un film espagnol réalisé par Manuel Martín Cuenca, sorti en 2021.

## Synopsis
Irene, 15 ans, vit dans un centre pour délinquants. Elle vient de tomber enceinte et est déterminée à changer de vie grâce à Javier, l'un des éducateurs du centre. Javier lui propose de venir vivre avec lui et sa femme Adela dans la maison qu'ils ont dans une zone isolée et accidentée des montagnes afin qu'elle puisse mener à bien sa grossesse. La seule condition en échange est qu'elle accepte de leur céder le bébé qu'elle porte. Ce pacte pourrait être compromis lorsqu'Irene commencera à sentir la vie qu'elle porte en elle comme la sienne.

## Fiche technique
- Titre original : La hija
- Titre français : Les Liens du sang
- Réalisation : Manuel Martín Cuenca
- Scénario : Alejandro Hernández, Manuel Martín Cuenca et Félix Vidal
- Musique : Guillermo Galván et Juan Manuel Latorre
- Photographie : Marc Gómez del Moral
- Montage : Ángel Hernández Zoido
- Production : Fernando Bovaira, Simón de Santiago, Helen Martí Donoghue, Manuel Martín Cuenca et Guillem Vidal-Folch
- Société de production : Mod Producciones, La Loma Blanca Producciones Cinematográficas, La hija Producciones la Película, Radiotelevisión Española, Canal Sur Televisión et Movistar+
- Pays de production :  Espagne
- Genre : aventure et thriller
- Durée : 122 minutes
- Dates de sortie : 
  - Espagne : 26 novembre 2021

## Distribution
- Javier Gutiérrez Álvarez : Javier
- Patricia López Arnaiz : Adela
- Irene Virgüez : Irene
- Juan Carlos Villanueva : Miguel
- María Morales : Silvia
- Sofian El Benaissati : Osman

## Distinctions
Le film a été nommé pour deux prix Goya.